# Cycloalkyn

Structuurformule van cyclo-octyn.

Een cycloalkyn is een cyclische verbinding, waarin een of meerdere drievoudige bindingen voorkomen. Het is afgeleid van de lineaire alkynen. Door de sp-hybridisatie van de koolstofatomen uit de drievoudige binding, is het kleinst mogelijke cycloalkyn cyclo-octyn (C8H12). De sp-hybridisatie zorgt er immers voor dat het alkyngedeelte (C−C≡C−C) in principe lineair is en dus moeten er genoeg atomen aanwezig zijn in de ring om deze afstand te overbruggen. In cyclo-octyn is het alkyngedeelte licht gebogen, waardoor de verbinding wel een bepaalde hoeveelheid ringspanning bezit.

## Naamgeving
De naamgeving van een cycloalkyn verandert enigszins. Ten eerste komt het prefix cyclo- en vervolgens de naam van het equivalente lineaire alkyn. De cyclische equivalent van octyn is dus cyclo-octyn (acht koolstofatomen in een cirkelvormige molecule en één drievoudige binding). Indien er meerdere drievoudige bindingen zijn, wordt dit aangegeven met een achtervoegsel dat bestaat uit numeriek prefix (dat aangeeft hoeveel drievoudige bindingen er voorkomen), gevolgd door de uitgang -yn. Wanneer er twee drievoudige bindingen voorkomen, krijgt de naam dus de uitgang -diyn. Tevens moet de relatieve plaats (met zo laag mogelijke nummering) van de drievoudige bindingen aangegeven worden.
Wanneer er substituenten op de cyclische structuur staan, krijgt de alfabetisch als eerste genoemde zijketen (functionele groep) een zo laag mogelijk nummer toegekend. De koolstofatomen van de drievoudige binding hebben de nummers 1 en 2. De nummering start bij een van de koolstofatomen van de drievoudige binding, vervolgens het tweede koolstofatoom van de drievoudige binding, en dan verder langsheen de ring.